# 大清水町 (豊橋市)
大清水町（おおしみずちょう）は、愛知県豊橋市の地名。字として大清水（おおしみず）・彦坂（ひこさか）・娵田（よめだ）の3つがある。

## 地理

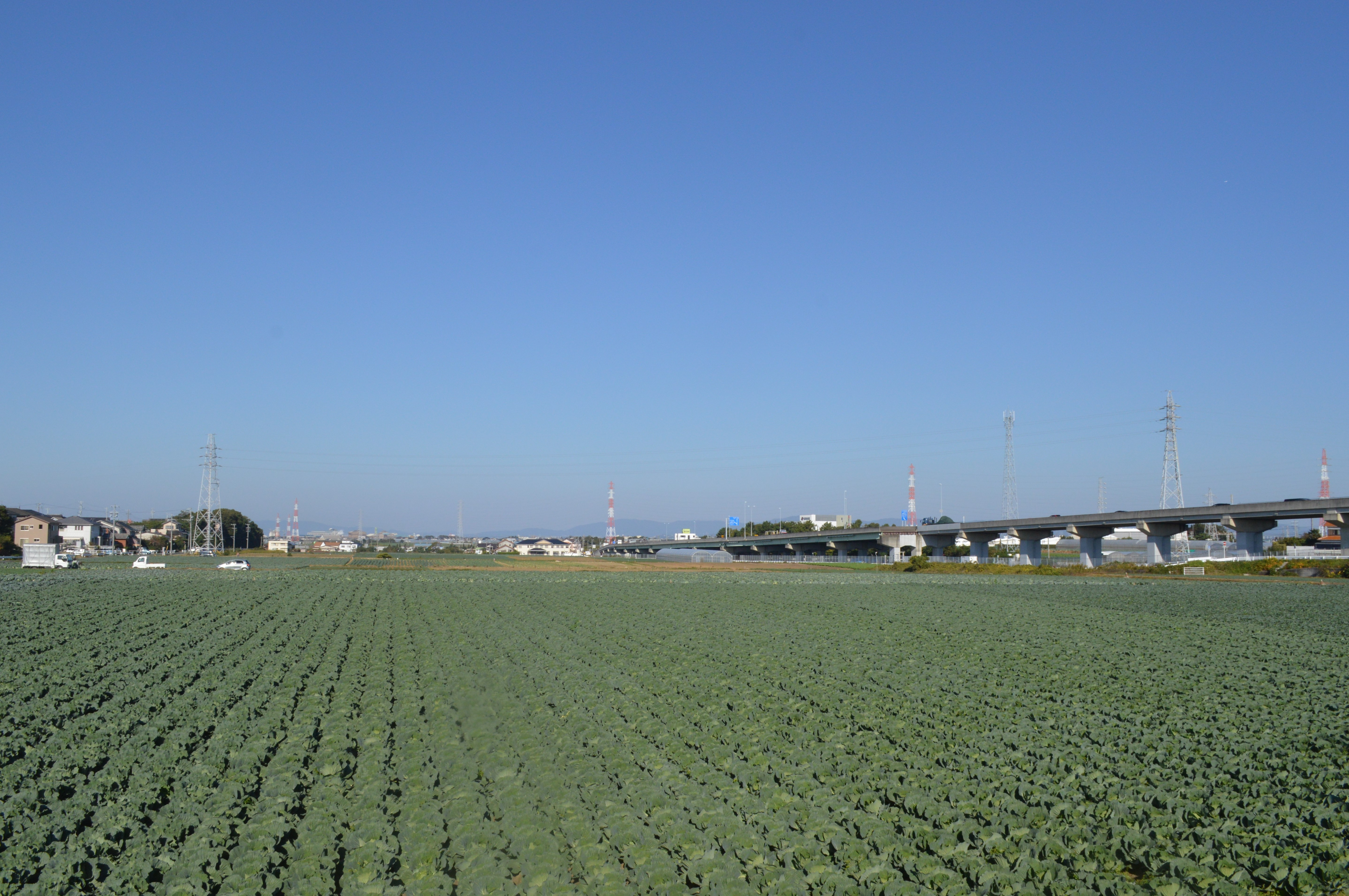
大清水町のキャベツ畑

豊橋市の南西部に位置する。東は植田町、南は南大清水町、北は大崎町、南西は老津町に接する。豊川用水開通以降、蔬菜生産・養鶏・畜産・施設園芸が盛んな地であるという。

### 河川
- 境松川[7]
- 境川[7]

### 湖沼

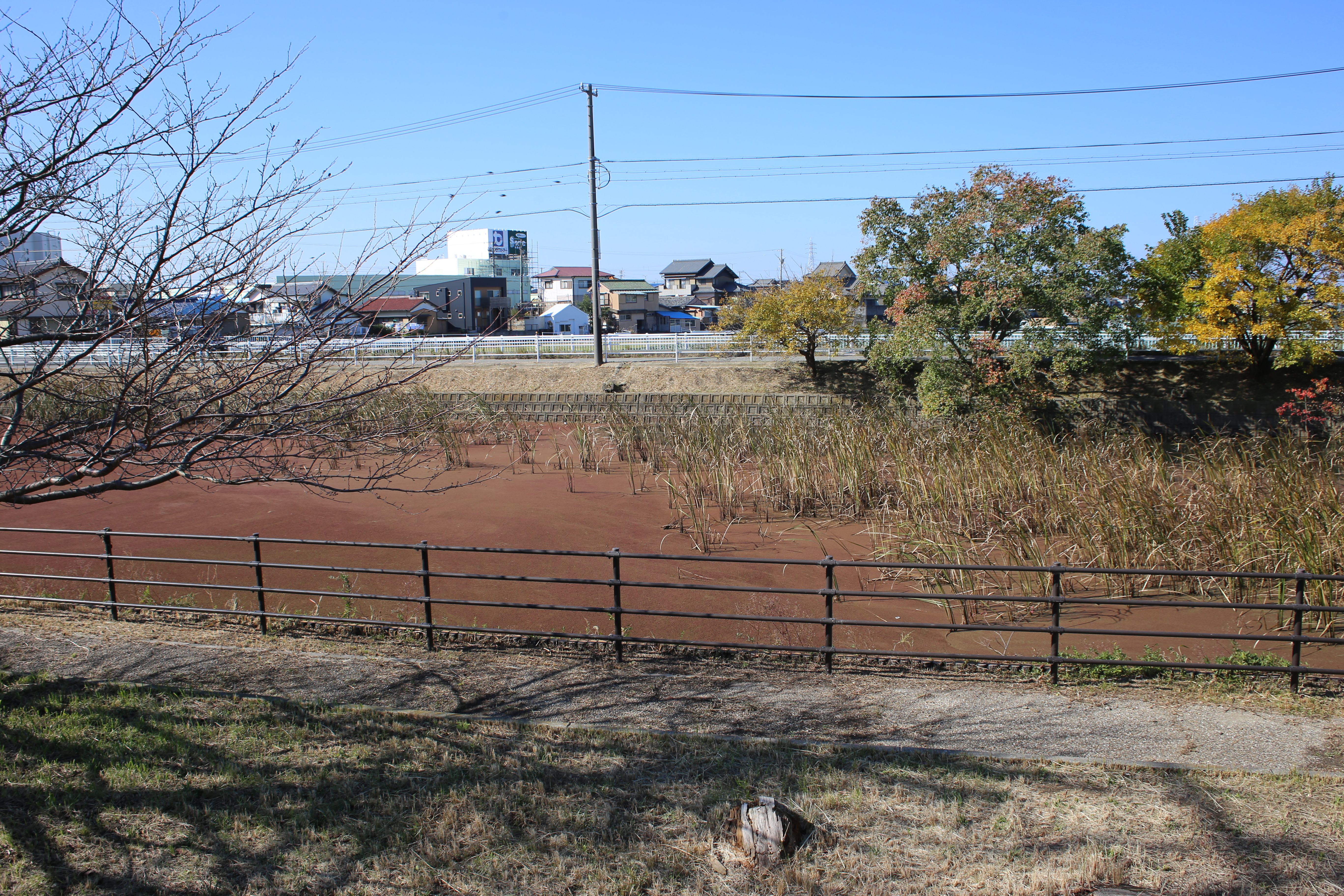
彦坂池

- 新池[7]
- 雷池[7]
- 乙女池[7]
- 彦坂池[7]

## 歴史

### 地名の由来
当地に湧水があったことに由来する。

### 沿革
- 1932年（昭和7年） - 渥美郡高師村植田の一部により、豊橋市大清水町として成立する[1]。
- 1934年（昭和9年） - 相模紡績工場を誘致する[1]。
- 1936年（昭和11年） - 相模紡績改め富士ガス紡績工場が操業を開始する[1]。
- 1965年（昭和40年） - 一部が南大清水町となる[1]。

## 世帯数と人口
2019年（平成31年）4月1日現在の世帯数と人口は以下の通りである。
| 町丁     | 世帯数    | 人口    |
| -------- | --------- | ------- |
| 大清水町 | 1,090世帯 | 2,617人 |

### 人口の変遷
国勢調査による人口の推移
| 1995年（平成7年）  | 3,074人 | [ 8 ]  |  |
| 2000年（平成12年） | 2,778人 | [ 9 ]  |  |
| 2005年（平成17年） | 2,627人 | [ 10 ] |  |
| 2010年（平成22年） | 2,698人 | [ 11 ] |  |
| 2015年（平成27年） | 2,590人 | [ 12 ] |  |

## 学区
市立小・中学校に通う場合、学区は以下の通りとなる。また、公立高等学校に通う場合の学区は以下の通りとなる。
| 字・番地等       | 小学校               | 中学校             | 高等学校 |
| ---------------- | -------------------- | ------------------ | -------- |
| 字娵田５番地の11 | 豊橋市立植田小学校   | 豊橋市立南稜中学校 | 三河学区 |
| その他           | 豊橋市立大清水小学校 | 豊橋市立南稜中学校 | 三河学区 |

## 施設

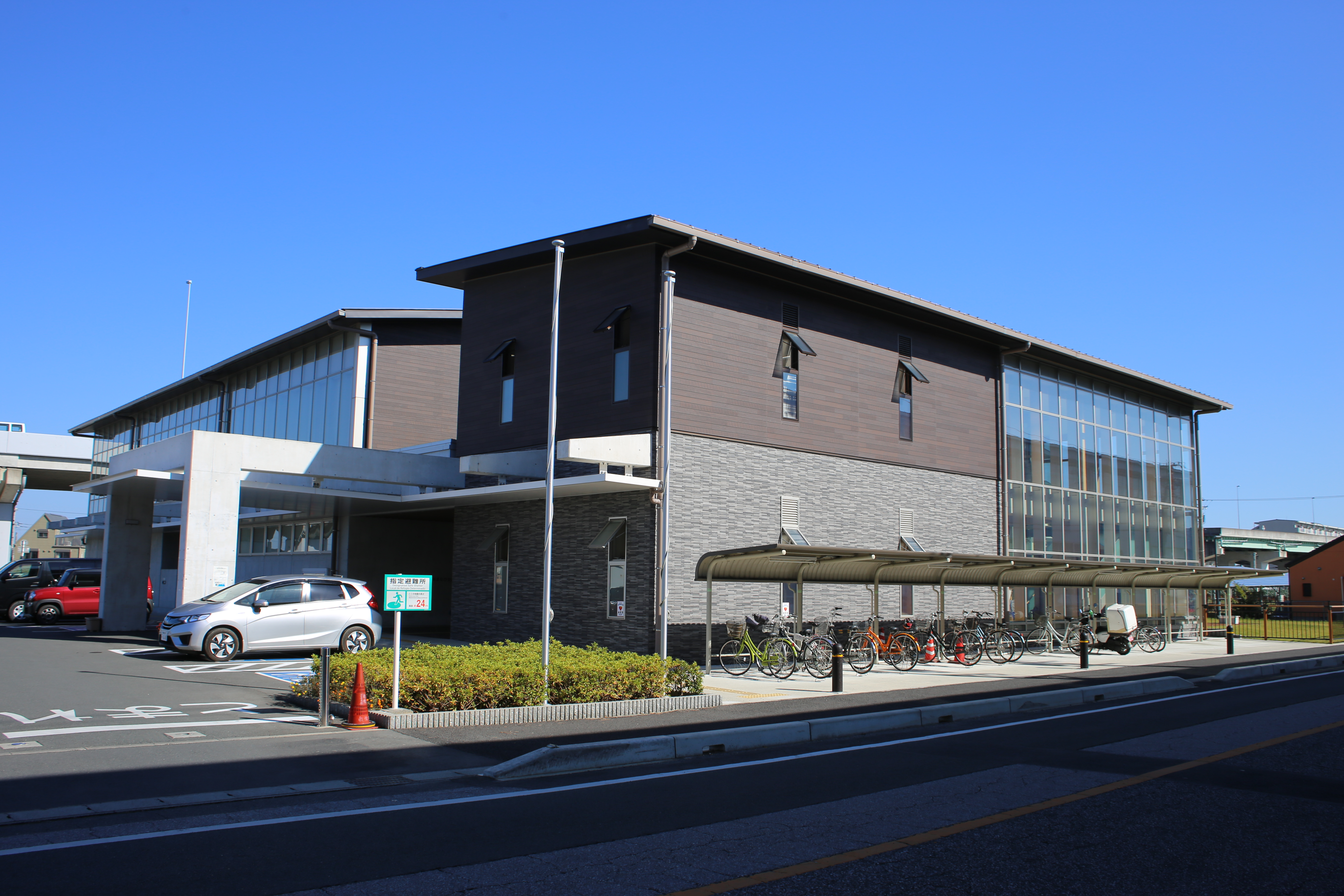
豊橋市大清水まなび交流館「ミナクル」

- 豊橋市大清水まなび交流館「ミナクル」 - 南稜地区市民館、豊橋市大清水図書館、大清水窓口センターの3施設を内包する。
- 豊橋市南消防署大清水出張所[7]
- 豊橋市立大清水小学校[7]
- 豊橋紡績[7] - 1936年（昭和11年）に相模紡績工場として操業開始[15]。1950年（昭和25年）に豊橋紡績株式会社を設立[15]。2003年（平成15年）に操業停止[15]。

## 交通

### 道路
- 国道259号（田原街道）[7]
- 愛知県道409号東赤沢植田線（富士見街道）[7]

### 鉄道
- 豊橋鉄道渥美線 大清水駅[7]

## その他

### 日本郵便
- 郵便番号 : 441-8133[4]（集配局：豊橋南郵便局[16]）。